# Phước Nguyên
Phước Nguyên is een phường in de thành phố Bà Rịa, in de Vietnamese provincie Bà Rịa-Vũng Tàu.